# El Nacimiento del Hombre Nuevo
El Nacimiento del Hombre Nuevo (La Naissance de l'homme nouveau) est une sculpture monumentale de l'artiste russe d'origine géorgienne Zourab Tsereteli. 
Elle représente Christophe Colomb debout dans un œuf et tenant une carte de laquelle surgissent les trois navires de son premier voyage : la Santa María, la Pinta et la Niña,.

## Historique
L'œuvre fut offerte à Séville (Espagne) par la ville de Moscou. Elle fut transportée en pièces détachées par bateau de Saint-Pétersbourg à Santurce (Pays basque), puis amenée à Séville sur 37 camions spécialisés dans le transport de marchandises de grande taille. Placée dans un bassin, sur une grande place circulaire à l'extrémité nord-ouest du parc de San Jerónimo, au nord-ouest de la ville, son montage dura 9 mois et elle fut inaugurée le 9 octobre 1995. En bronze recouvert par endroits de plaques de cuivre, d'une hauteur de 32 m et d'un diamètre de 23 m, elle pèse plus de 600 tonnes,,.
La statue est populairement connue sous le nom d'Huevo de Colón (Œuf de Colomb). L'artiste en offrit également une réplique de 1,62 m à l'UNESCO en 1994.